# Лаут тепе
Лаут тепе е бивше пловдивско тепе съществувало до първата половина на XX век. От него е останала малка могила. Лаут тепе се е намира в сегашния жилищен район „Тракия“, в близост до жп гара „Тракия“.

## История
Това възвишение е изградено предимно от андезит, който в България се срещал само в Пловдив и край Витоша. То е по-старо от другите тепета, но също се е появило в резултат на вулканичните дейности през Ларамийската нагъвателна фаза. Преди около 70 млн. г. в цялото Средногорие е имало активна вулканична дейност.
В картите от ХIХ в., почти до хълма, е означено село Лаут, което е вписано в османските регистри от 1516, 1530, 1622, 1635, 1651 и 1695 г. При това селото е войнушко, което означава, че е съществувало непосредствено след турското завоевание. Историкът Козмас Апостолидис свидетелства, че то е било високо 172 метра над морското равнище, а в карта от 20-те години на XX век, са отбелязани 177,9 м.
Разрушаването на тепето започнало да се извършва в края на XIX век, с устройването на артилерийските казарми. На единствената му снимка се вижда как войници разбиват скалите му за строителни материали през 1895 г. По-късно община Пловдив разрешава на граждани, участвали в националноосвободителните войни, да ползват безплатно камъни, добити от тепето. Последните остатъци от скалите на хълма били използвани през 1915 г. при строителството на шосетата за Асеновград и Крумово.

## Разни
- През 1906 г. там е намерена мраморна оброчна плочка на Тракийския конник.
- Наблизо се намира праисторическата селищна могила Яса тепе.
- През 1935 г. до тепето е открито старото пловдивско летище.